# وزارة النقل في مينيسوتا
تشرف وزارة النقل في مينيسوتا (Minnesota Department of Transportation) على المواصلات بجميع الوسائط التي تشمل الأرض والماء والهواء والسكك الحديدية والمشي وركوب الدراجات في ولاية مينيسوتا الأمريكية. الوكالة على مستوى مجلس الوزراء مسؤولة عن صيانة نظام الطرق السريعة الرئيسية للولاية (بما في ذلك الطرق السريعة للولاية والطرق السريعة الأمريكية والطرق السريعة بين الولايات) ، وتمويل المطارات البلدية والحفاظ على مساعدات الملاحة اللاسلكية ، وغيرها من الأنشطة.